# Threlkeld
Threlkeld är en by och en civil parish i Cumbria i England. Orten har 454 invånare (2001). Den har en kyrka.